# Medophron nigerrimus
Medophron nigerrimus là một loài tò vò trong họ Ichneumonidae.